# بيتر هامبلتون
بيتر هامبلتون (بالإنجليزية: Peter Hambleton)‏ هو ممثل نيوزلندي.

## الأعمال

### أفلام
- الهوبيت: رحلة غير متوقعة (الدور: غلوين)
- الهوبيت: قفرة سموغ (الدور: غلوين)

## روابط خارجية
- بيتر هامبلتون على موقع IMDb (الإنجليزية)
- بيتر هامبلتون على موقع قاعدة بيانات الفيلم (الإنجليزية)